# Sven Lidman (lexicógrafo)
Para otras personas con el nombre Sven Lidman, véase Sven Lidman.

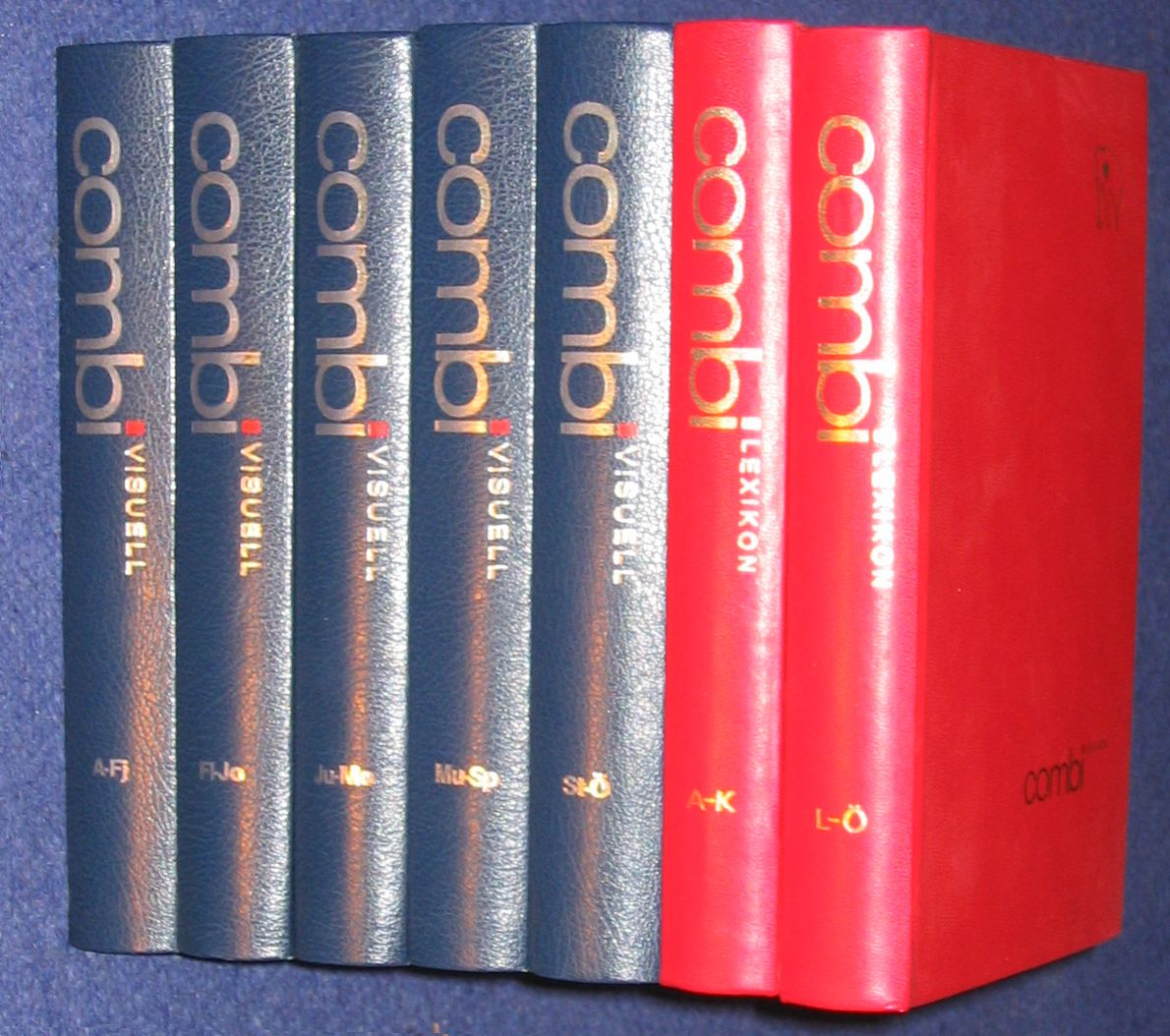
Combi Visuell, 5 volúmenes (1968) y Combi Lexikon, 2 volúmenes (1973).

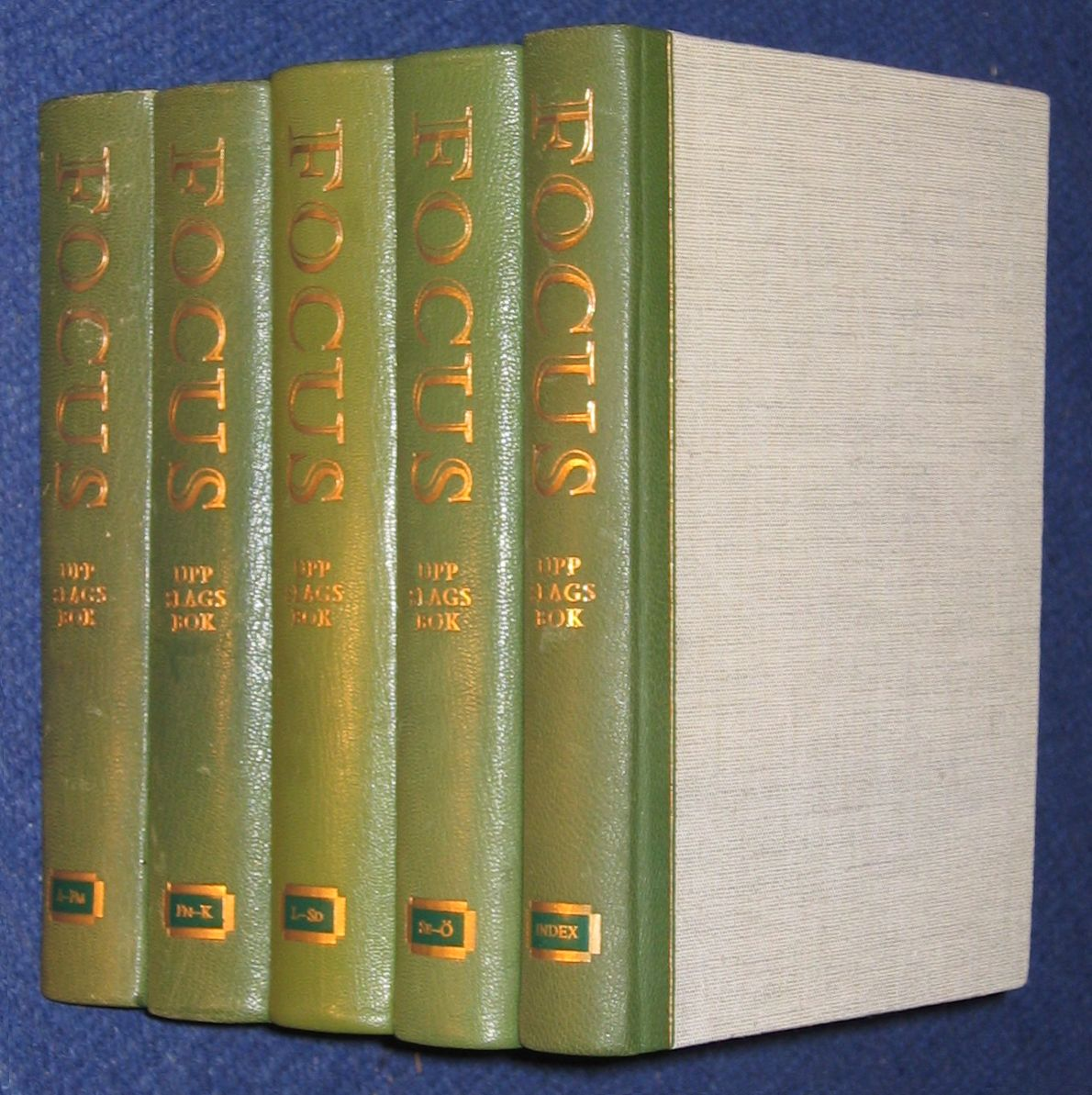
Focus.

Sven Lidman (3 de diciembre de 1921 – 28 de febrero de 2011) lexicógrafo sueco, hijo del escritor Sven Lidman, que vivió en Estocolmo. Fue editor principal o director de varias enciclopedias suecas, incluidas:
- 5.ª edición de Kunskapens bok (9 volúmenes 1954-1955)
- Focus (5 volúmenes 1958-1960)
- Lilla Focus (1 volumen 1961)
- Combi Visuell (5 volúmenes 1968-1970)
- Combi lexikon (2 volúmenes 1973)
- Familjens universallexikon (2 volúmenes 1975)
- Bonniers familjelexikon (20 volúmenes 1983-1986)
- Bonniers stora lexikon (15 volúmenes 1985-1990).

Implantó sus ideas acerca de emplear ilustraciones, no para, sino con el texto, lo que proveyó a la lexicografía europea de nuevos impulsos con Focus y Combi Visuell. La última es un extraño monumento a la visualización (ver imágenes) del boom de los mismos años que vieron la llegada del hombre a la Luna.
En 1983, Sven Lidman llevó a cabo la iniciativa de crear Bild och Ord Akademin, la Academia Sueca de Comunicación Verbovisual, en la que ostenta el título honorífico de Preses Magnificus. Desde su fundación en 1983, la Academia otorga anualmente un Premio Lidman por la buena información en palabras y en imágenes.
Su autobiografía Uppslagsboken och jag ("La enciclopedia y yo"), que narra su vida durante los años 50 hasta los 70, fue publicada en 1988. Una autobiografía actualizada fue publicada en 2006, Fadern, sonen och den härliga bokbranschen. ISBN 91-85267-86-4. Los dos libros solapan en el tiempo, pero el último contiene más reflexiones personales y hace un mayor uso de las técnicas ilustrativas que el autor predica, además de cubrir los hechos de la vida del autor en los años 90. Un capítulo posterior puede descargarse en formato PDF desde el sitio web del editor (www.lindco.se).